# Вікі
Ві́кі — вебсайт (або інша гіпертекстова збірка документів), що дозволяє користувачам змінювати самостійно вміст сторінок через браузер, використовуючи спрощену і зручнішу, порівняно з HTML, вікірозмітку тексту.
Термін «Вікі» може також стосуватися програмного забезпечення для спільної роботи (англ. collaborative software), яке використовується як рушій вікісайтів.
Терміни «Вікі» з великої літери використовують стосовно WikiWikiWeb («ВікіВікіВеб») — першого вікі в історії, слово «вікі» з малої літери — для вікісайтів загалом. Слово «вікі» походить з гавайської мови й означає «хутко» або «швидко».

## Історія

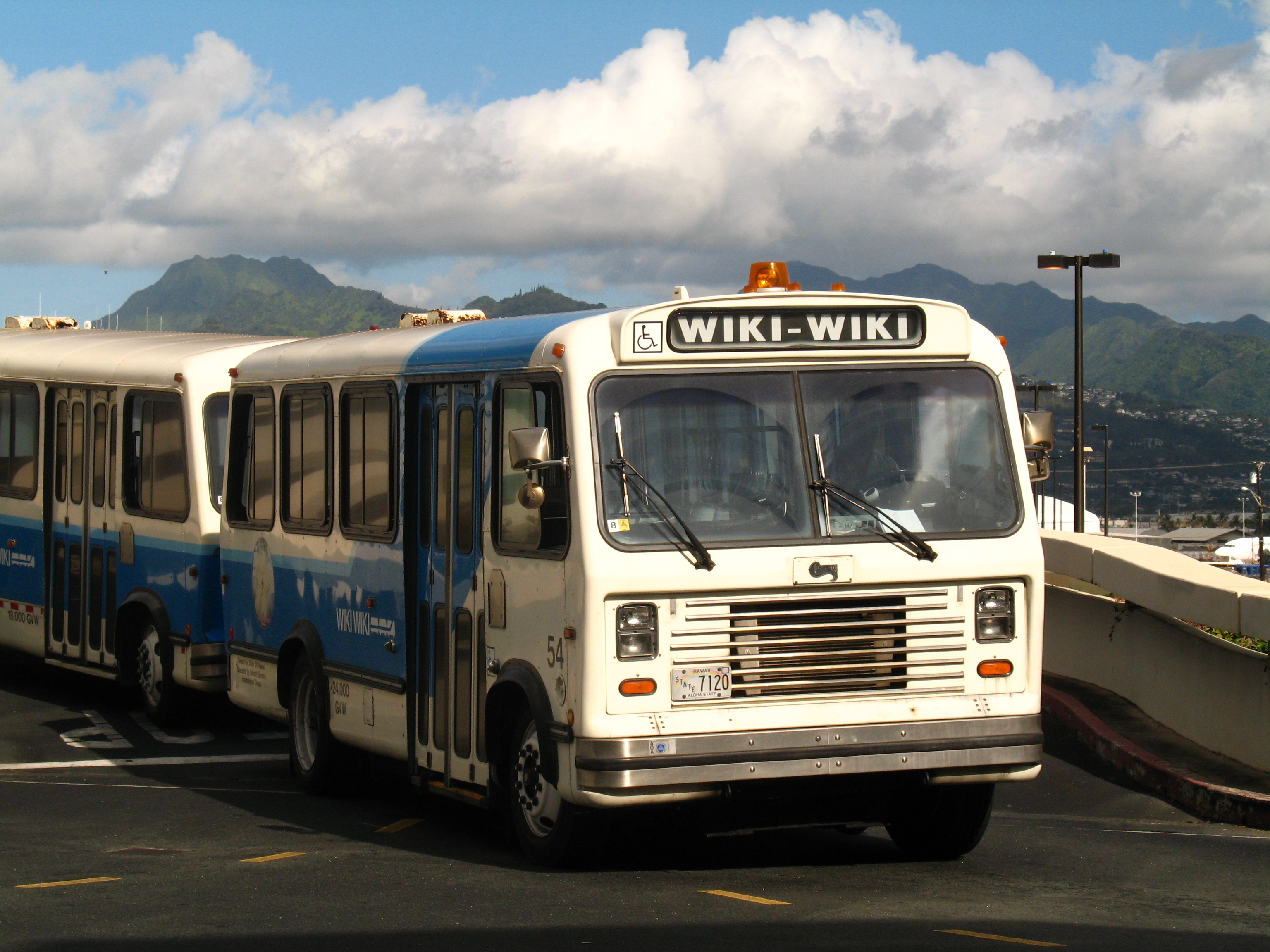
Автобус «Вікі-Вікі» в міжнародному аеропорту Гонолулу.

У 1995 році Ворд Каннінгем (Ward Cunningham) вигадав і назву «вікі», і концепцію — і сам створив перше втілення системи вікі. Він розпочав програмування вебрушія WikiWikiWeb в 1994. Канінгемова консалтингова фірма з програмування Cunningham & Cunningham (названа в честь Ворда і його дружини Карен Канінгем) зареєструвала свій інтернет домен c2.com 23 жовтня 1994. А 25 березня 1995 року Ворд Канінгем встановив рушій WikiWikiWeb і Portland Pattern Repository — першу вікі в історії на вебсайт http://c2.com/ [Архівовано 3 березня 2011 у Wayback Machine.]. Вікі Ворда Канінгема залишається одним з найпопулярніших вікісайтів. Сучасне посилання на сайт WikiWikiWeb — http://wiki.c2.com/ [Архівовано 17 травня 2019 у Wayback Machine.].
Канінгем узяв термін вікі від «вікі вікі», тобто «хутких» автобусиків, що функціонували в аеропорту Гонолулу. Вікі вікі — це було перше гавайське слово, яке Канінгем вивчив під час першого відвідання островів, коли працівник аеропорту сказав йому їхати з одного терміналу іншим автобусом вікі-вікі.
За словами самого Канінгема, «Я обрав термін „вікі-вікі“, щоб замінити надто хутку думку назвати цю штуку хуткою мережею.»
Наприкінці 20 століття вікісайти все більше визнаються як перспективний шлях розвитку приватних і публічних баз знань, і саме цей потенціал надихнув засновників енциклопедичного проєкту Nupedia — Джимбо Вейлза (Jimbo Wales) та Ларрі Сенгера (Larry Sanger) — до використання технології вікі як основи електронної енциклопедії: так у січні 2001 року було створено енциклопедію 21 століття — «Wikipedia». Спочатку вона працювала на базі програмного забезпечення UseMod, але потім перейшла на власну відкриту базу кодів Mediawiki, яку тепер перебрали багато інших вікі.
Сьогодні Вікіпедія, а також окремо її англійська частина — найбільший вікіпортал у світі. Друге місце займає шведська версія. А от четвертим завбільшки свого часу була вікі Susning.nu (закрита у 2009 році) — база даних також шведською мовою, що використовує програмне забезпечення UseMod. Всеохопна природа Вікіпедії стала значущим чинником її росту, тоді як багато інших вікі є високоспеціалізованими. Дехто пов'язує швидке зростання Вікіпедії з рішенням не використовувати CamelCase у формуванні посилань на сторінки. У будь-якому разі, те, що вона є найбільшим вікі, призвела до того, що часом на неї посилаються як на Материнську вікі на менших вікі, спеціалізованих за темами.

## Особливості вікі
Вікі має наступні особливості:
- Можливість багаторазово редагувати текст

- Спеціальний тип розмітки — вікірозмітка

- Наявність історії редагувань сторінки та можливість її перегляду всім охочим
- Велика кількість авторів, доступ до редагування всім охочим
- Зв'язок сторінок через гіперпосилання у тексті
- Можливість миттєвого редагування статті та збереження змін
- Наявність дуже простого для опанування редактора тексту.

## Вандалізм
Відкрита філософія більшості вікі — дозволяти будь-кому змінювати вміст — не гарантує, що наміри таких редакторів завжди добрі. Більшість публічних вікі уникають обов'язкових реєстраційних процедур.
Однак багато з найбільших вікісистем (включно з MediaWiki, MoinMoin, UseModWiki та TWiki) мають певні методи з обмеження доступу до написання тексту. Деякі вікісистеми дають можливість забороняти редагування певним індивідуальним користувачам, чого можна досягти, блокуючи конкретні IP-адреси або імена користувачів, якщо вони відомі.
Правда, з цим бувають і певні технічні проблеми.
Загальним способом захисту від настирливих «вандалів» є просто дозволити їм зіпсувати стільки сторінок, скільки ті бажають, знаючи, що ці сторінки легко відстежити та змінити назад після того, як вандал піде. Однак ця стратегія швидко може стати непрактичною, оскільки злість або почуття власної неповноцінності таких осіб можуть змусити їх систематично псувати чужі статті.
У разі надзвичайних ситуацій деякі вікі дозволяють перемикати бази даних в режим, коли вони доступні тільки для читання. Інші застосовують політику, що дозволяє продовжувати редагування тільки давнім користувачам, які зареєструвалися до якоїсь довільно обраної дати. Однак, загалом кажучи, будь-яку шкоду, завдану «вандалом», можна швидко та легко виправити. Більшою небезпекою є дрібні помилкові правки, які складно перевірити. Приклад: зміни в датах випусків альбомів співаків, їхньої дискографії.
У крайніх випадках, багато вікі дають змогу захистити певні сторінки від редагування. Наприклад, захищені сторінки Вікіпедії можуть редагувати тільки адміністратори, які можуть також знімати такий захист.
Але зазвичай вважають, що така практика суперечить основній філософії вікі, а тому її, як правило, уникають. Наприклад, англійська Вікіпедія водночас має, щонайбільше, кілька десятків захищених сторінок — із понад двох мільйонів (за даними на грудень 2007).

## Вікіпроєкти та Вікіспільноти
Близько 1000 публічних вікіспільнот перелічено тут:
- WorldWideWiki: SwitchWiki
- WikiIndex: a wiki of wikis [Архівовано 9 лютого 2006 у Wayback Machine.]

В Україні відомі такі вікіпроєкти та вікіспільноти:
- Політичного спрямування
  - «Майдан Вікі»
- Загальногуманітарного спрямування:
  - «НЛП»
- Професійні знання:
  - Програмування:
    - Документація з Unix-Linux українською

  - Освіта і наука:
    - Вісник психології і педагогіки
- Дозвілля
  - Файна Меморія — жартівлива україномовна енциклопедія лулзів
  - Інциклопедія [Архівовано 6 червня 2022 у Wayback Machine.] — гумористична, жартівлива україномовна енциклопедія, українська версія проєкту «Uncyclopedia».
- Інші віртуальні енциклопедії та довідники:
  - «WWW Енциклопедія Києва» («ВЕК») [Архівовано 7 листопада 2007 у Wayback Machine.] (цей проєкт має спеціальний frontend, а репозиторій статей побудовано на Вікі-технологіях).
  - Енциклопедія Драматика — Гумористична енциклопедія мережевої культури; сайт у спам-фільтрі Вікіпедії, тому непряме посилання
  - Проєкт Українські вікі на платформі shoutwiki.com [Архівовано 21 червня 2021 у Wayback Machine.]

## Безоплатні вікіхостинги
Безоплатні вікіхостинги, чи вікіплатформи, чи, на англомовному жаргоні, вікіферми, — спеціалізовані вебмайданчики, які дозволяють будь-якому користувачеві інтернету створювати на їх базі вікіпроєкти.
Переважно англомовні. Оскільки нас цікавить можливість створення україномовних вікісайтів, нижче подано багатомовні платформи, які дозволяють створювати сайти у тому числі українською мовою.

### Перелік
- Насамперед Вікія. У Вікіпедії є окрема стаття про цей хостинг.
- uk.shoutwiki.com/ український портал на хостингу shoutwiki
- referata.com  [Архівовано 18 квітня 2016 у Wayback Machine.] має певні досить незручні обмеження функцій, проте дозволяє зробити невелику вікі, скажімо, з метою навчання чи збірки однотипних документів (наприклад, інструкцій з охорони праці)
- Український портал zewiki.com [Архівовано 7 березня 2018 у Wayback Machine.] — нова платформа, створена українським програмістом на базі відкритого програмного коду Вікії — не оновлюється автором і працює вкрай повільно
- (англ.) Openwetware.org [Архівовано 27 червня 2015 у Wayback Machine.] — портал відкритого обміну науковою інформацією в галузі біологічних та біоінженерних досліджень на вікірушії.
- miraheze.org/ [Архівовано 18 липня 2021 у Wayback Machine.] — Мірахезе — повноцінна вікіферма; хелпери переважно англомовні; є форум користувачів на Дискорді та у Твіттері, теж переважно англомовні; українських проєктів мало (наприклад, Гуляйполе)